# Francis Nelson (jégkorongozó)
Francis Augustus „Frank” Nelson, Jr.  (New York, 1910. január 24. – Montclair, New Jersey, 1973. március 9.) olimpiai ezüstérmes amerikai jégkorongozó, bróker.
A Yale Egyetemen kezdett jégkorongozni, emellett labdarúgó, baseballjátékos és evezős is volt. 1931-ben diplomázott és egyből az üzleti életbe vetette magát, de egy kis szünetet tartott, amikor az 1932. évi téli olimpiai játékokon, a jégkorongtornán, Lake Placidban, játszott a amerikai jégkorong-válogatottban. Csak négy csapat indult. Oda-visszavágós rendszer volt. A kanadaiaktól kikaptak 2–1-re, majd 2–2-es döntetlent játszottak. A németeket 7–0-ra és 8–0-ra győzték le, végül a lengyeleket 5–0-ra és 4–1-re verték. Ez az olimpia világbajnokságnak is számított, így világbajnokoki ezüstérmesek is lettek. 5 mérkőzésen játszott és 1 gólt ütött.
Részt vett az 1931-es jégkorong-világbajnokságon és ezüstérmes lett.